# 法拉 (阿富汗)
法拉（波斯語：فراه）位于阿富汗西部法拉河畔，是法拉省的首府。